# Stimulus supranormal

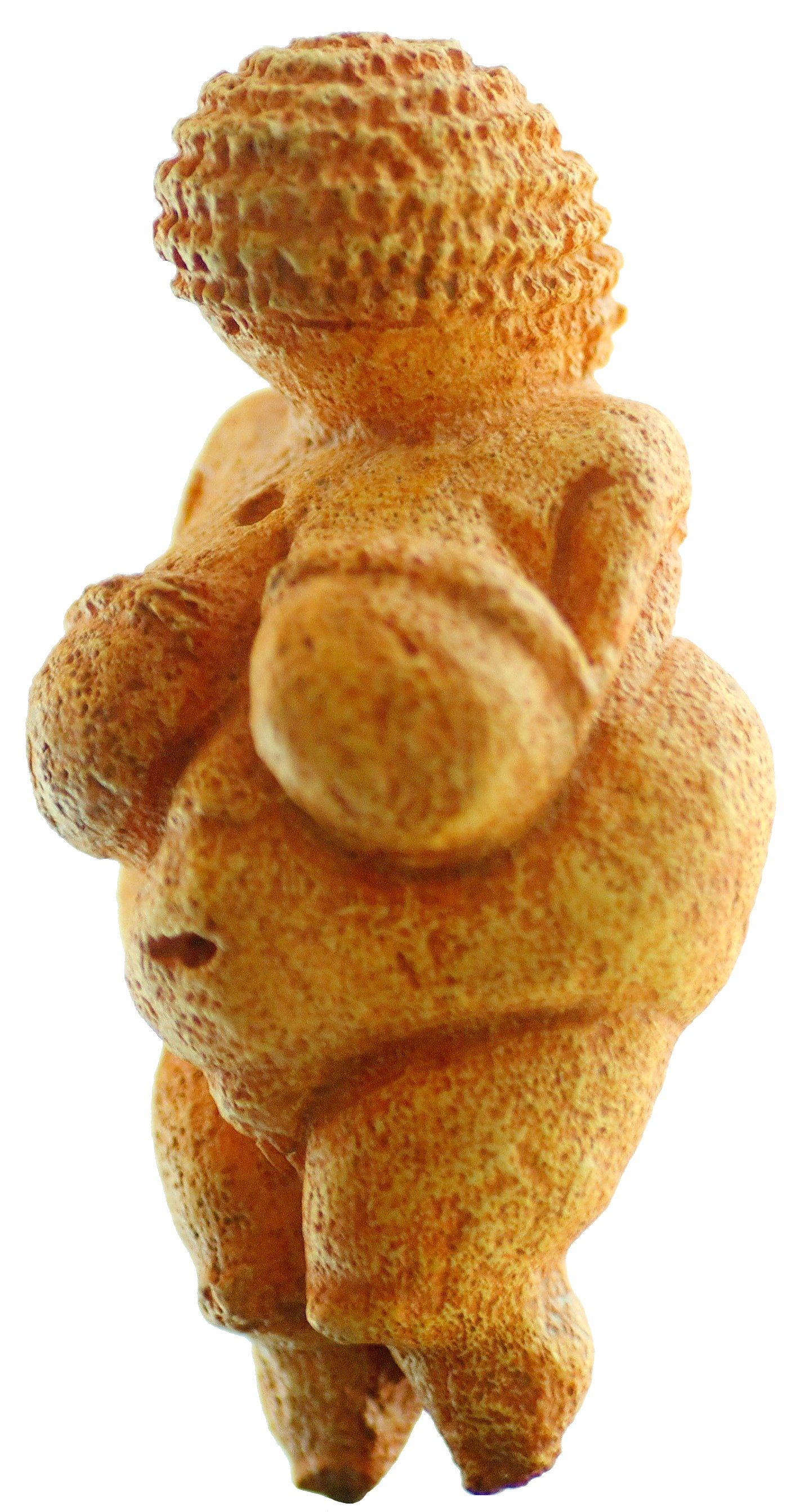
Vénus de Willendorf, statue exagérant les stimuli du corps et des seins.

En biologie, les stimuli supranormaux ou hyperstimulus sont des caractères qui provoquent des réponses exagérées des organismes.
C'est Konrad Lorenz qui le premier a mis en évidence l'existence de ce phénomène. Son collaborateur Nikolaas Tinbergen éprouva cette découverte en démontrant qu'une oie préfère rouler vers son nid des œufs artificiels hypertrophiés plutôt que ses propres œufs. L'expérience renouvelée avec nombre d'animaux, notamment par Nikolaas Tinbergen et Irenäus Eibl-Eibesfeldt, révèle que ces stimuli seraient très répandus et correspondent à des réponses éthologiques étranges.
Pour le biologiste Thierry Lodé, il faudrait chercher dans ces stimuli une tendance évolutive à l'exagération provenant d'un biais sensoriel. C'est aussi une des explications de l'attraction qu'exerce la beauté. La plupart des animaux seraient sensibles à ces stimuli et cette tendance expliquerait l'édification évolutive des caractères extravagants tels que la queue du paon ou le développement des bois des cervidés par exemple. 
Ces traits qui attisent les réactions comportementales comme des stimuli supranormaux sont dits hypertéliques.